# Andy Tonkovich
Andrew Edward "Andy" Tonkovich (ur. 1 listopada 1922 w Wheeling, zm. 2 września 2006 w Inverness) – amerykański koszykarz, występujący na pozycji rozgrywającego.

## Osiągnięcia
College
- Mistrz NAIB (1947 – dziś NAIA)[1][2]
- Zaliczony do:
  - składu NAIB All-American (1947, 1948)[1][2]
  - III składu All-American (1948 przez Helms)
  - Honorable Mention Team (1948 przez AP)[2]
  - Galerii Sław Sportu:
    - Marshall Athletic[2]
    - Helms Foundation NAIA[3]